# 日本骨粗鬆症学会
一般社団法人日本骨粗鬆症学会（にほんこつそしょうしょうがっかい、英文名 Japan Osteoporosis Society）は、骨粗鬆症の基礎・臨床の諸問題とその社会的応用についての研究・進歩発展を目的に1999年に設立された学会。
事務局を東京都パレスサイドビル毎日学術フォーラム内に置いている。

## 学会誌
- 『オステオポローシス ジャパン』　年4回